# Stanisław Nowak (paulin)
Stanisław Nowak (właśc. Antoni Nowak; ur. 7 czerwca 1902 w Woli Libertowskiej, zm. 12 października 1974 w Cadogen, USA) – duchowny katolicki, paulin, przeor klasztoru na Jasnej Góry, Prima Porta we Włoszech i Doylestown w USA.
Do zakonu paulinów wstąpił w 1920 r. Był magistrem nowicjatu w Leśniowie. Odbył studia w Papieskim Uniwersytecie Świętego Tomasza z Akwinu (tzw. Angelicum) w Rzymie. 7 października 1943 został powołany na urząd przeora Jasnej Góry, po nagłej śmierci przeora Norberta Motylewskiego.
W listopadzie 1944 w czasie kręcenia propagandowego filmu na Jasnej Górze i filmowania mszy przeor Nowak odmówił przeczytania napisanego przez Niemców kazania, w którym miał podkreślić, że Jasna Góra modli się za pomyślność wojska niemieckiego w walce z bolszewizmem. Kazanie napisał paulinom szef wydziału propagandy Generalnego Gubernatorstwa Wilhelm Ohlenbusch. W 1944 r. władze Generalnego Gubernatorstwa wielokrotnie nakłaniały Nowaka, jako przeora klasztoru, do ewakuacji skarbów na terytorium Rzeszy, czego odmówił. Przez  to, że Nowak nie zgodził się opuścić Jasnej Góry pomimo szykan i gróźb stosowanych przez Niemców, zakonnicy w krytycznym momencie mogli ugasić pożar wzniecony przez Niemców na dziedzińcu klasztornym, co miało miejsce w czasie ataku Armii Czerwonej prowadzonego w dniach 16–17 stycznia 1945. 
Przestał pełnić funkcję przeora 19 stycznia 1946 z powodu wyjazdu do Rzymu, gdzie został przeorem w kościele paulinów Prima Porta, a następnie przeorem w klasztorze w Doylestown (USA), by wreszcie osiąść w Cadogen (USA) jako proboszcz. Także był przeorem w klasztorze w Kittaning w stanie Pensylwania niedaleko Pittsburga (diecezja Greensburg). W historii Kościoła określany jest jako Pater Bene Meritus (Ojciec Wielce Zasłużony).